# 安东尼尼安努斯

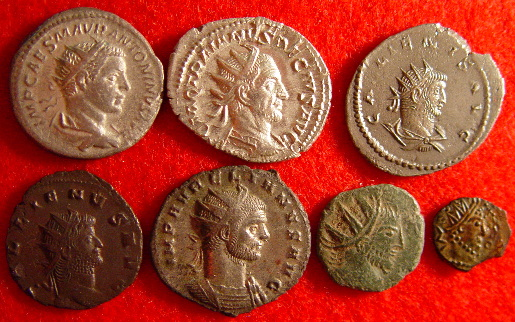
第一行：埃拉伽巴路斯（银 218-222年）、德西乌斯（银 249-251年）、加里恩努斯（比隆(billon)合金 253-268年 小亚细亚硬币）
第二行：加里恩努斯（铜 253-268年）、奥勒良（部分银 270-275年）、粗制拉迪亚特（铜）、粗制拉迪亚特（铜）

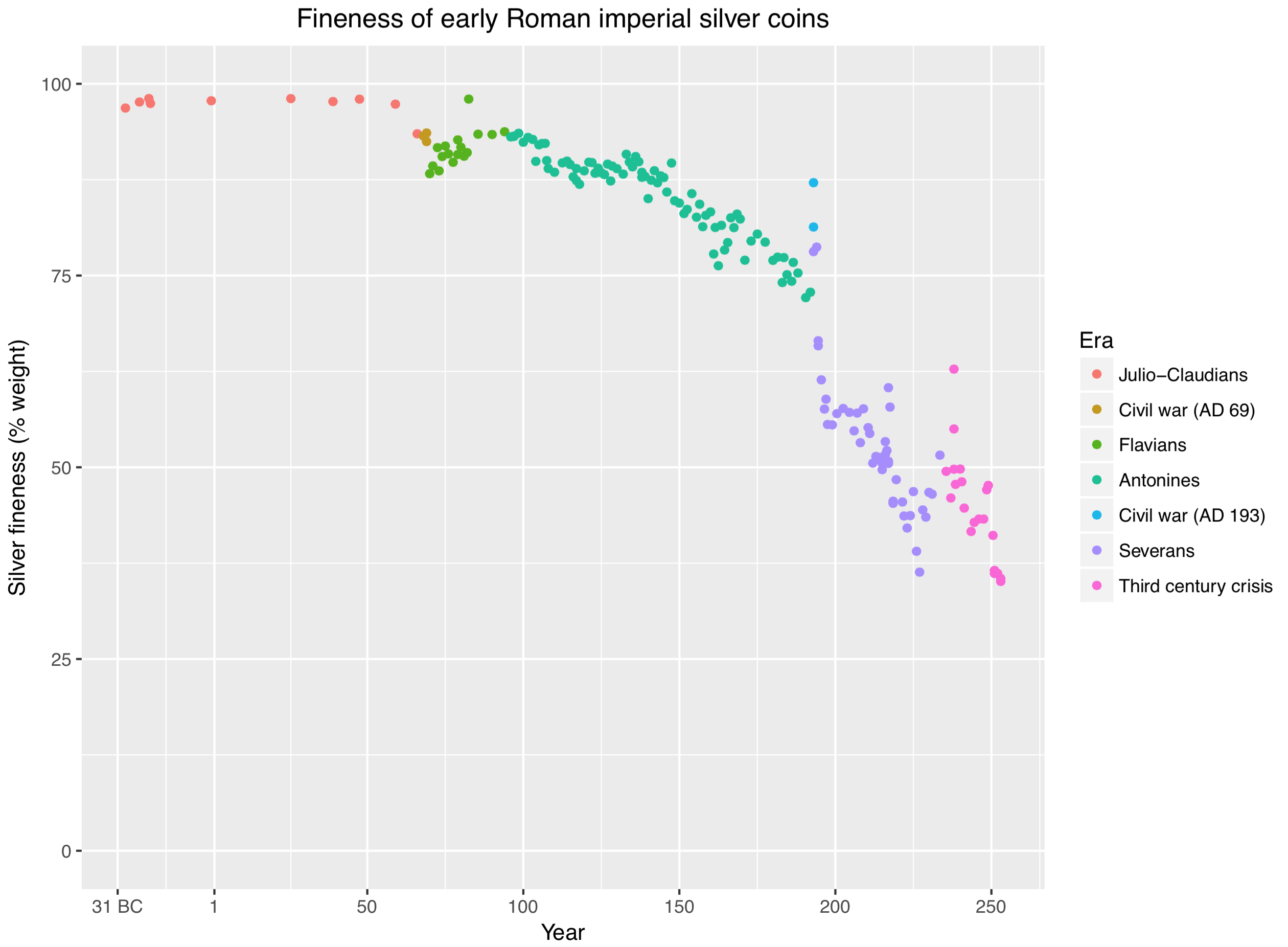
215年推出的安东尼尼安努斯延续了第纳里乌斯银纯度缓慢下降的趋势。

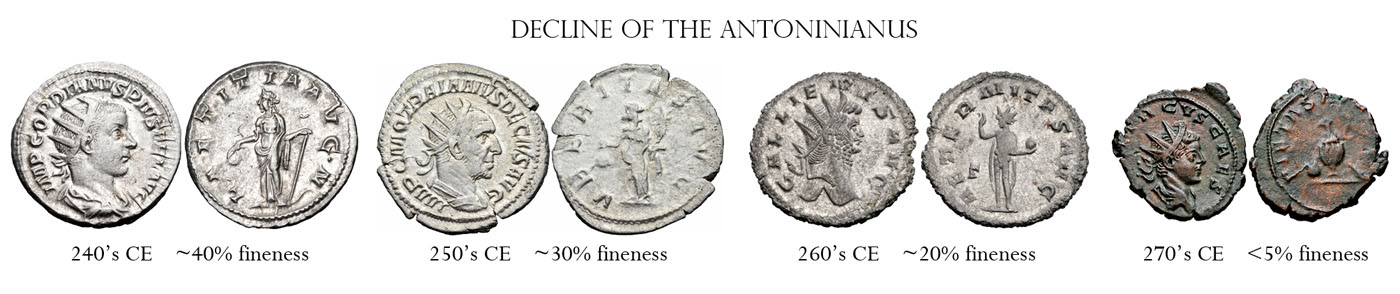
安东尼尼安努斯的银纯度持续下降

安东尼尼安努斯（拉丁语：antoninianus，复数：antoniniani），又称改革前拉迪亚特（pre-reform radiate，拉迪亚特为戴克里先货币改革后发行的货币），是罗马帝国期间使用的硬币，由卡拉卡拉于公元215年初推出。安东尼尼安努斯的名称来源于马可·奥勒留（其全名为Marcus Aurelius Antoninus Augustus）。该币类似于第纳里乌斯，只是其略大一点，硬币上的图案为戴着太阳冠的皇帝，或是在一轮新月之上的皇后像。该币被认为价值2第纳里乌斯，尽管其重量仅有第纳里乌斯的1.5倍——这是历史上贬值的常见方法。该币最初为银币，但是随后含银量逐渐减少，变成了掺有微量银的青铜币。